# Monte Rio
Monte Rio est une census-designated place du comté de Sonoma en Californie (États-Unis). Cette ville s'étend au long de la Russian River, à côté de l'océan Pacifique. La population recensée en 2000 comptait 1 104 habitants.